# 日本侠客伝
『日本侠客伝』（にほんきょうかくでん）は1964年8月13日に公開された日本映画。日本侠客伝シリーズの第1作（全11作）である。富士フイルムカラー、シネマスコープサイズ。

## あらすじ

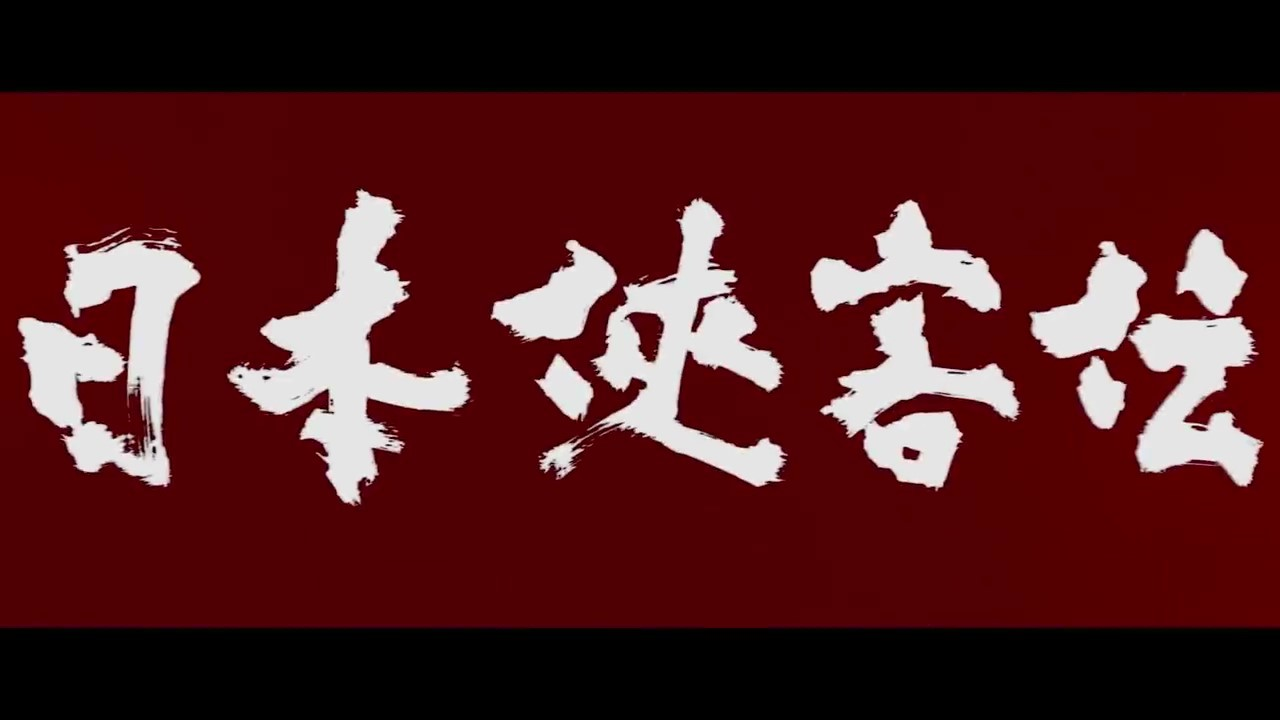
予告編のタイトル

明治から大正期の深川。木場で古くから運送業を営んでいた木場政組は、新興で近代的な経営を営むふりをしながら、やくざ顔負けの強引な手口で客と馬力を引き抜きにはかる沖山運送株式会社に押されていた。木場政組の親分（伊井友三郎）の元には、5年前に木更津のヤクザの元から駆け落ちで逃げてきた客分の清治（中村錦之助）がいた。青島に出征中の辰巳の長吉（高倉健）がいたら、と、親分は心残りのまま世を去る。復員した長吉は小頭になるが、その後も繰り返される沖山たちの乱暴に怒りを爆発させた清治は、単身で殴り込むも無残に殺される。その惨状を目の当たりにした長吉は、組の解散を旦那衆に告げたあと、仲間の若衆たちとともに、沖山兄弟たちを葬り去る。一件は深川事件として新聞に報道された。

## スタッフ
- 監督：マキノ雅弘
- 脚本：笠原和夫、野上龍雄、村尾昭
- 企画：俊藤浩滋、日下部五朗
- 撮影：三木滋人
- 照明：中山治雄
- 録音：中山茂二
- 美術：鈴木孝俊
- 音楽：斎藤一郎
- 編集：河合勝巳
- 助監督：折田至
- 記録：石田照
- 装置：前川宗太郎
- 装飾：宮川俊夫
- 美粧：林政信
- 結髪：妹尾茂子
- 衣装：三上剛
- 擬斗：足立伶二郎
- 進行主任：並河正夫

## 出演者
- 清治：中村錦之助

- 鉄砲虎：松方弘樹
- ポンポンの繁：津川雅彦
- 赤電車の鉄：長門裕之

- お咲：三田佳子
- 粂次：南田洋子
- おふみ：藤純子

- 銀次：品川隆二
- 木場政：伊井友三郎
- おしま：ミヤコ蝶々
- 質屋「伊勢屋」の主人：南都雄二
- お柳：藤間紫
- 沖山仁三郎：安部徹

- ：阿部九州男
- ：天津敏
- ：藤山直子
- ：堀正夫
- ：楠本健二
- ：立川さゆり
- ：内田朝雄

- ：小田部通麿
- ：大井潤
- ：有馬宏治
- ：凰玲子
- ：大前鈞
- ：加藤浩
- ：佐藤晟也
- ：遠山金次郎
- ：国一太郎

- ：大城泰
- ：村居京之輔
- ：丸平峰子
- ：加藤匡志
- ：佐々木松之亟
- ：堀広太郎
- ：五十嵐義弘
- ：市川裕二
- ：島田秀雄
- ：牧淳子
- ：熊谷武
- ：那須伸太朗

- 弘法常：大木実
- 鶴松：田村高廣

- 辰巳の長吉：高倉健

## 同時上映
- 『御金蔵破り』
  - 出演 - 大川橋蔵・片岡千恵蔵 監督 - 石井輝男 脚本 - 野上龍雄・石井輝男